# Malé Čierne pleso
Malé Čierne pleso nebo Malé pliesko je jezero v Dolině Zeleného plesa ve Vysokých Tatrách na Slovensku. Má rozlohu 0,0665 ha a je 53 m dlouhé a 18 m široké. Dosahuje maximální hloubky 2 m. Jeho objem činí 537 m³. Leží v nadmořské výšce 1566 m.

## Okolí
Na břehu roste částečně kosodřevina, zatímco zbytek je travnatý. Na jihu se prudce zvedají stěny Malého Kežmarského štítu a Kežmarské kopy. Na východě se ve vzdálenosti 50 m nachází Čierne pleso a 150 m na severozápad Zelené pleso Kežmarské. Na sever a východ klesá Dolina Zeleného plesa.

## Vodní režim
Pleso nemá povrchový přítok ani odtok. Rozměry jezera v průběhu času zachycuje tabulka:
| Rok     | Měření prováděl   | Rozloha ha | Délka m | Šířka m | Hloubka max.m | Objem m³ |
| ------- | ----------------- | ---------- | ------- | ------- | ------------- | -------- |
| 1961–67 | pracovníci TANAPu | 0,070      | 53      | 18      | 2,0           | [ 2 ]    |
| 2005    | Gregor, Pacl      | 0,0665     | [ 2 ]   | [ 2 ]   | 2,0           | 537      |

## Přístup
Pleso je přístupné pro veřejnost od 16. června do 31. října po tatranské magisrále:
- od Skalnatého plesa trvá cesta asi 2:00 hodiny,
- od Zeleného plesa trvá cesta asi 10 minut.